# El Saucejo
El Saucejo is een gemeente in de Spaanse provincie Sevilla in de regio Andalusië met een oppervlakte van 92 km². In 2007 telde El Saucejo 4428 inwoners.

## Geboren
- Daniel Sánchez Ayala (1990), voetballer

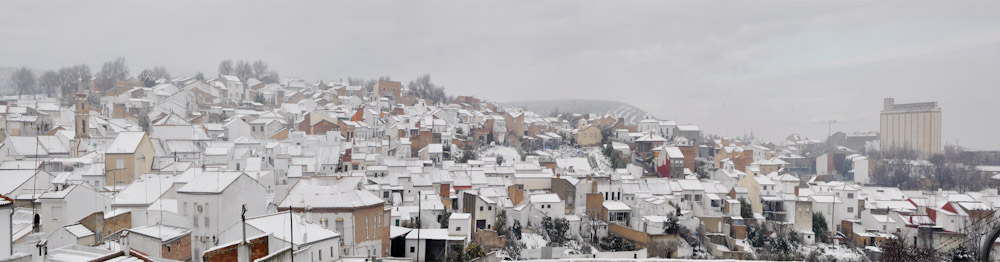
El Saucejo